# Wolfgang Buschmann (Schriftsteller)

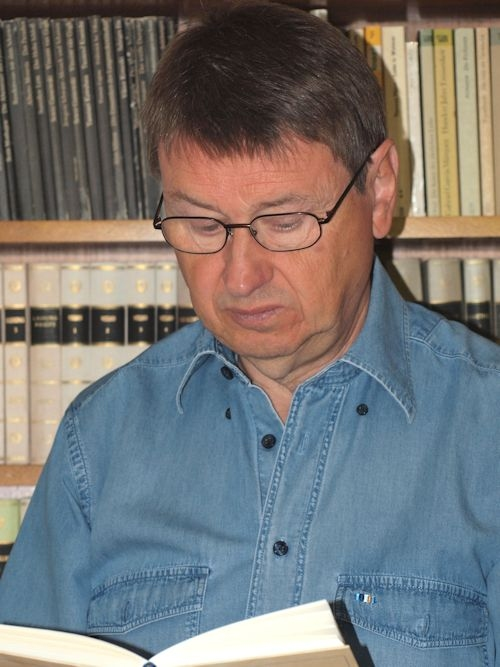
Wolfgang Buschmann in Zöblitz, 2012

Wolfgang Buschmann (* 19. Dezember 1943 in Rittersberg) ist ein deutscher Schriftsteller.

## Leben
Wolfgang Buschmann studierte von 1961 bis 1964 am Institut für Lehrerbildung in Nossen (Unterstufenlehrer) und von 1970 bis 1973 am Literaturinstitut „Johannes R. Becher“ in Leipzig. Er war jahrelang als Lehrer und Schriftsteller tätig. Ein Schwerpunkt seines Schreibens ist die Kinderliteratur. Ein Prosatext und mehrere Bilderbuchtitel wurden ins Englische, Spanische, Polnische, Tschechische und Slowakische übersetzt. 1988 erhielt der Autor den Kulturpreis des Bezirkes Karl-Marx-Stadt. Von 1992 bis 2004 war Buschmann Schulleiter der Grundschule Lauterbach im Erzgebirge.
Wolfgang Buschmann lebt in Marienberg, OT Zöblitz.

## Publikationen
- Kater Lampe mit Zwischenspiel. Mitteldeutscher Verlag, Halle (Saale) 1974
- mit Ingeborg Meyer-Rey: Die Geschichte vom Nussknacker Kunka. Kinderbuchverlag, Berlin 1974
- Die große Erfindung. Kinderbuchverlag, Berlin 1976
- Der Stuhl als Pferd und umgekehrt. Kinderbuchverlag, Berlin 1979
- Der Annaberger Bergaltar. Kinderbuchverlag, Berlin 1982
- Die Haselmaus ist nicht zu Haus. Illustriert von Volker Pfüller, Kinderbuchverlag, Berlin 1982
  - Neuausgabe: Beltz & Gelberg, Weinheim 2013, ISBN 978-3-407-77163-6
- Guten Tag, Frau Igel. Berlin, Kinderbuchverlag 1983
  - Neuausgabe: Beltz & Gelberg, Weinheim 2008, ISBN 978-3-358-02252-8
- Träumepeter. Nietsche, Niederwiesa 1983
  - Neuausgabe: Leiv-Verlag, Leipzig 2011, ISBN 978-3-89603-264-5
- Häschen geht einkaufen. Berlin, Kinderbuchverlag 1983
  - Neuausgabe: Beltz & Gelberg, Weinheim 2012, ISBN 978-3-407-77128-5
- Das Platzkonzert. Niederwiesa, Nietsche, 1986
  - Neuausgabe: Leiv-Verlag, Leipzig 2011, ISBN 978-3-89603-387-1
- Die Wunderblume auf dem Schlettenberg und andere Sagen aus dem Kreis Marienberg. (2 Hefte), Marienberg 1987
- Zum Frühstück einen Omnibus. Kinderbuchverlag, Berlin 1988
- Der kleine Koch. Kinderbuchverlag, Berlin 1989
- Das Wolkenschloss. Scheunen-Verlag, Kückenshagen 2008, ISBN 978-3-938398-61-6
- Der Dichter hat den dicksten Bauch. VAT-Verlag, Mainz 2011, ISBN 978-3-940884-19-0
- Im Ernstfall heiter. Omnino Verlag, Berlin 2017, ISBN 978-3-95894-038-3
- Cactus temporalis. Omnino Verlag, Berlin 2018, ISBN 978-3-95894-090-1
- Stich-Proben aus Irrland. Omnino Verlag, Berlin 2019, ISBN 978-3-95894-136-6
- Kleinkunst macht auch Mist. Omnino Verlag, Berlin 2021, ISBN 978-3-95894-213-4
- Der alte Wegweiser – Aphorismen. Engelsdorfer Verlag, Leipzig 2023, ISBN 978-3-96940-663-2
- Steine lesen – Aphorismen. Engelsdorfer Verlag, Leipzig 2025, ISBN 978-3-96940-936-7